# 松元絵里花
松元 絵里花（まつもと えりか、1995年12月14日 - ）は、日本のファッションモデル、タレント、『Ray』の元専属モデル。
福岡県福岡市出身。福岡県立福岡講倫館高等学校卒業。株式会社イリューム（インセントグループ）所属。

## 略歴
中学2年生のときにショッピングモールでスカウトされ、地元でモデルの仕事をしていた。高校2年生のときに修学旅行で訪れた原宿で現在の事務所であるイリュームにスカウトされ、高校卒業後は福岡と東京を行き来しながら活動している。
2014年、雑誌『Ray』の専属モデルに抜てきされ（9月23日発売の11月号から）、本格的に上京した。
2016年度の「三愛水着楽園イメージガール」（前年度までの「三愛水着イメージガール」から名称変更）に選ばれ、2015年11月4日にお披露目。2016年9月24日までつとめた。

## 人物
- 趣味は料理、映画鑑賞、人間観察、カフェ巡り、ランニング[2]。
  - 2015年4月、ホノルルハーフマラソンに挑戦。本番の1か月ほど前に練習を始めるまでは1kmも走れない状態で、練習でも15kmが最高だったが約6000人中1104位、2時間8分8秒でハーフマラソン（21.0975km）を完走した[7][13][14]。
- 特技はモデルウォーキング[2]。
- 好きな食べ物はアサイーボウル[2]。
- チャームポイントは「くびれ」[15]。
- 憧れのモデルは山本美月[7]、矢野未希子[7]、佐藤ありさ[16]。
- 長谷川潤にモデルとして人として憧れる[17]。
- 高校の1学年下に今田美桜がいた[18]。
- 好きなタレントは渡辺直美で、福岡での渡辺のイベントを見に行った時にスカウトされたという縁がある[19][15]。
- テニスに打ち込んで真っ黒に日焼けしていた中学時代のあだ名は“こげぱん”[20]。
- 2歳上の兄がいる[21]。
- 同じ事務所の久松郁実や元フジテレビアナウンサーの久慈暁子と仲が良い[22][23][24]。
- 同じRay専属モデルの佐藤晴美、松井愛莉、朝比奈彩と仲が良い[25]。
- 同い年の武田あやなと仲が良く、同い年でありながら"妹"と称している[26]。

## 出演

### ランウェイ
- 東京ガールズコレクション '15 S/S（2015年2月28日、代々木第一体育館）[27]
- 東京ガールズコレクション 〜ひまわりドリームステージ〜 supported by GLOBAL WORK（2015年8月5日、フジテレビ主催「お台場夢大陸」）[28][29][30]
- 東京ガールズコレクション '15 A/W（2015年9月27日、代々木第一体育館）[31]
- TGC北九州2015 by 東京ガールズコレクション（2015年10月17日、福岡県北九州市・西日本総合展示場新館）[32][33]
- Girls Award 2015 A/W（2015年10月24日、代々木第一体育館）[34][35]
- 東京ガールズコレクション '16 A/W（2016年9月3日、さいたまスーパーアリーナ）[36][37]

### イベント
- 三松きものショー（2015年2月21日、東京ドーム・「世界らん展日本大賞2015」会場での開催）[38]
- KOMET小田急百貨店新宿店 1周年記念イベント（2015年3月14日）[2][39][40]
- TGC LOVES HAWAII THE TOUR in Hawaii 2015 （2015年4月）[28][13][14]
- 小倉北警察署 一日警察署長（2015年10月16日）[2][41]
- T-SPOOK - 東京お台場ハロウィーン（2015年10月25日）[35][42][43]
- 鎌ケ谷ランフェスタ2015（2015年11月29日、千葉県鎌ケ谷市） - イベント応援ランナー[44]
- 北海道日本ハムファイターズ-福岡ソフトバンクホークス戦始球式（2016年4月2日、東京ドーム）[45]
- 三愛水着楽園水着ショー（2016年6月12日、池袋サンシャイン噴水広場） - 「Amazon三愛水着楽園ストア」オープン記念[46]

### 広告
- イオン 就活STYLE[28][47]
- 全国消防協会「春の全国火災予防運動」（2015年）[28][48]
- tutuanna（2015年秋）[49]
- 2016年度 三愛水着楽園イメージガール[8]
- 2017ツール・ド・フランスさいたまクリテリウム 広報部長（2017年11月4日開催）[50]

### ラジオ
- CITIZEN GIRLS SPECIAL（『PARADISO』内コーナー、2015年3月27日、J-WAVE）[51][52]
- イマドキッ（2016年10月14日 - 、MBSラジオ）

### WEB
- YOUR EYES ONLY（2015年2月23日 - 2月27日、Bimajin）[53]
- ぶらり路上プロレス（2017年1月 - 、#07 - 08、Amazonプライム・ビデオ） - 旅人[54]

### カタログ
- 鈴乃屋 振袖[2]
- ヨネックス[2]
- ニッセン スマイルランド[2]

### テレビ
- めざましテレビ（2015年4月6日 - 2018年3月30日、フジテレビ） - 「イマドキ」コーナー[55][56]
- ぶら旅ハワイ！山本美月が楽しむホノルルスペシャル（2015年5月6日、テレビ東京）[7]
- Reds! Get Goal!!（2018年1月 - 2019年9月 、J:COM）
- 王様のブランチ（2019年4月6日 - 、TBSテレビ） - ブランチリポーター[3]
- プチブランチ（2022年10月 - 、TBSテレビ） - 同上

### 映画
- 不能犯（2018年2月1日、ショウゲート） - 看護師役[要出典]

### PV
- MACO「手紙」[57]

## 書籍

### 雑誌連載
- Ray（2014年11月号 - 2021年1月号、主婦の友社） - 専属モデル[58]